# Dvorska komora
Dvorska komora (njem. Hofkammer) bila je financijska institucija Habsburške Monarhije. Osnovao ju je kralj Ferdinand I. godine 1527. Njezin zadatak sastojao se u savjetovanju kod poslova prihoda i rashoda, nadzoru zemaljskih komora, preuzimanju prihoda, koji su ostali u zemljama nakon podmirenja troškova njihove uprave i koji su nastali raspisivanjem izvanrednih poreza u austrijskim zemljama. Komora je također preuzimala vojnu i financijsku pomoć koju su davali njemački staleži za financiranje skupih ratova protiv Osmanlija.